# Omeapa
Omeapa är en ort i Mexiko.   Den ligger i kommunen Tlacolulan och delstaten Veracruz, i den sydöstra delen av landet, 220 km öster om huvudstaden Mexico City. Omeapa ligger 2 271 meter över havet och antalet invånare är 295.
Terrängen runt Omeapa är kuperad åt sydost, men åt nordväst är den bergig. Runt Omeapa är det ganska tätbefolkat, med 172 invånare per kvadratkilometer. Närmaste större samhälle är Banderilla, 16,8 km sydost om Omeapa. I omgivningarna runt Omeapa växer huvudsakligen savannskog.